# Rubén Benítez
Rubén Óscar Benítez (Avellaneda, provincia de Buenos Aires, 25 de abril de 1972) es un exfutbolista argentino. Jugaba de mediocampista y durante toda su carrera solamente ha jugado en Berazategui.

## Trayectoria
Comienza su carrera a los 9 años de edad, cuando unos familiares lo llevan a las divisiones inferiores de Berazategui.
Debutó profesionalmente el 28 de marzo de 1992, cuando estaba al borde de cumplir 20 años. Iban 20 minutos del segundo tiempo y el director técnico de esa temporada, Oscar Mendoza lo llamó para que salga a la cancha. Reemplazó a Rubén Darío Arriaga. Ese día el Naranja cayó 1 a 0 ante Tristán Suárez como visitante, era el tramo final de la Temporada 1991/92 de la Primera C.
El mayor hito que logró junto a Berazategui fue en la Temporada 1996/97 donde pudo gritar campeón de la Primera C, luego de una final muy reñida ante Brown de Adrogué, imponiendo en la final 2-1 en el global.
Para la siguiente temporada, ya en la Primera B, obtuvo un desempeño más que aceptable, logrando clasificar por primera vez hasta los cuartos de final del reducido para el ascenso a la Primera B Nacional. El sueño se vio frustrado, cuando cayerón por 0-2 ante Argentino de Rosario. Esta hazaña la repetiria nuevamente en la Temporada 1998/1999, volviendo a caer en la instancia de cuartos de final ante Sportivo Italiano.
Su momento más duro junto al equipo naranja, fueron los dos descenso que tuvo que padecer, de forma casi consecutiva. Primero de la B Metropolitana a la Primera C, en la temporada 2000/01, y de la Primera C a la Primera D, en la temporada 2002/03.
Finalmente, en la Primera D, el 7 de febrero de 2004 entró por última vez a una cancha de manera profesional. Fue en el Norman Lee ante Claypole, corrían 11 minutos del primer tiempo y fue reemplazado por Juan Pablo Pérez. Dando por concluida su etapa como jugador profesional, con 322 participaciones en Berazategui y 30 goles convertidos. Hasta el año 2019 era el jugador con mayor partidos jugados en el club, hasta que ese puesto fue superado por Juan Carlos Horvat.

## Clubes
| Club        | País      | Año         |
| ----------- | --------- | ----------- |
| Berazategui | Argentina | 1992 - 2004 |

## Palmarés

### Campeonatos nacionales
| Título    | Club        | País      | Año     |
| --------- | ----------- | --------- | ------- |
| Primera C | Berazategui | Argentina | 1997/97 |